# Québec-Est (district électoral)
Circonscription électorale provinciale du Canada
Québec-Est est une ancienne circonscription électorale provinciale du Québec.

## Liste des députés

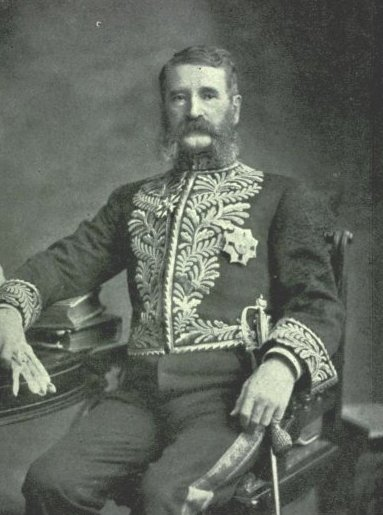
Charles-Alphonse-Pantaléon Pelletier, Lieutenant-Gouverneur du Québec de 1908-1911

| Années | Années      | Député                               | Parti           |
| ------ | ----------- | ------------------------------------ | --------------- |
|        | 1867 - 1871 | Jacques-Philippe Rhéaume             | Conservateur    |
|        | 1871 - 1873 | Jacques-Philippe Rhéaume             | Conservateur    |
|        | 1873 - 1874 | Charles-Alphonse-Pantaléon Pelletier | Libéral         |
|        | 1874 - 1875 | Pierre-Vincent Valin                 | Conservateur    |
|        | 1875 - 1878 | Joseph Shehyn                        | Libéral         |
|        | 1878 - 1881 | Joseph Shehyn                        | Libéral         |
|        | 1881 - 1886 | Joseph Shehyn                        | Libéral         |
|        | 1886 - 1887 | Joseph Shehyn                        | Libéral         |
|        | 1887 - 1890 | Joseph Shehyn                        | Libéral         |
|        | 1890 - 1892 | Joseph Shehyn                        | Libéral         |
|        | 1892 - 1897 | Joseph Shehyn                        | Libéral         |
|        | 1897 - 1900 | Joseph Shehyn                        | Libéral         |
|        | 1900 - 1904 | Jules-Alfred Lane                    | Libéral         |
|        | 1904 - 1908 | Albert Jobin                         | Libéral         |
|        | 1908 - 1912 | Louis-Alfred Létourneau              | Libéral         |
|        | 1912 - 1916 | Louis-Alfred Létourneau              | Libéral         |
|        | 1916 - 1919 | Louis-Alfred Létourneau              | Libéral         |
|        | 1919 - 1923 | Louis-Alfred Létourneau              | Libéral         |
|        | 1923 - 1927 | Louis-Alfred Létourneau              | Libéral         |
|        | 1927 - 1928 | Louis-Alfred Létourneau              | Libéral         |
|        | 1928 - 1931 | Oscar Drouin                         | Libéral         |
|        | 1931 - 1931 | Oscar Drouin                         | Libéral         |
|        | 1935 - 1936 | Oscar Drouin                         | ALN             |
|        | 1936 - 1939 | Oscar Drouin                         | Union nationale |
|        | 1939 - 1944 | Oscar Drouin                         | Libéral         |
|        | 1944 - 1948 | Henri-Paul Drouin                    | Libéral         |
|        | 1948 - 1952 | Joseph-Onésime Matte                 | Union nationale |
|        | 1952 - 1956 | Joseph-Antonin Marquis               | Libéral         |
|        | 1956 - 1960 | Armand Maltais                       | Union nationale |
|        | 1960 - 1962 | Armand Maltais                       | Union nationale |
|        | 1962 - 1966 | Ernest Godbout                       | Libéral         |